# Bülbül Hatun
Bülbül Hatun (en turco otomano: بلبل خاتون‎; "pájaro cantor") (c.1452 — Bursa, c.1515) fue una consorte del sultán Bayezid II. Fue madre de tres hijos.

## Vida
Bülbül Hatun entró en el harén de Bayezid cuando aún era príncipe y gobernador de Amasya. Tuvo tres hijos, dos hijas, Hatice Sultan y Hundi Sultan, y un hijo, Şehzade Ahmet. Algunos la señalaron como la madre de Ayşe Sultan, o tal vez de una Ayşe Sultan que murió en la infancia. Pero con certeza prácticamente no hay información sobre la vida de Bülbül en el harén. El historiador turco, Necdet Sakaoğlu escribe que fue una de las concubinas de Bayezid II y madre de tres de sus hijos, pero de ahí en adelante, su vida en el harén del sultán se desconoce.
Según la tradición turca, se esperaba que todos los príncipes trabajaran como gobernadores provinciales como parte de su formación. Ahmet fue enviado en 1483 a Amasya, y Bülbül lo acompañó.
Durante estos años fue muy activa en la caridad y la filantropía: construyó una mezquita y un imaret en Ladik; una mezquita, madraza y fuente en Amasya; una madraza en Bursa y donó parte de sus ingresos a la mezquita Enderun. Ella construyó y dotó una mezquita y un comedor de beneficencia en Ladik. En Amasya, construyó otra mezquita, una escuela y una fuente. En Bursa había dotado y construido un colegio religioso. Dotó una parte de sus propiedades a la mezquita de Enderun en 1505.
En 1512, construyó otro complejo y dotó una importante cantidad de bienes para sus gastos. La delegación de Bülbül de la regencia de la investidura a través de la línea matrilineal después de que su hijo Ahmed demostrara que esta investidura se estableció como medida de precaución en caso de que Ahmed fracasara en su oferta por el sultanato.
En 1513, Fatma Sultan, hija de Şehzade Mahmud (hijo de Bayezid II), y su esposo Mehmed Çelebi fueron puestos bajo arresto domiciliario siguiendo las tendencias de Kızılbaş. Solo fue indultada tras la intercesión de Bülbül.

## Muerte
Después de la muerte de Şehzade Ahmed en 1513, Bülbül Hatun cayó en desgracia y prontamente llegó a Bursa en donde se instaló hasta su muerte. Después de su fallecimiento sus posesiones y riquezas pasaron a su nieta. Ella construyó una tumba para Ahmed, en la que también fue enterrada a su muerte en 1515.

## Descendencia
Bülbül como consorte de Bayezid II, solo tiene 3 hijos registrados, pero se especula que tuvo otra hija:
- Hatice Sultan (1463 — 1500), se casó por primera vez en 1479 con Damat Muderis Kara Mustafa Paşa. Hatice se volvió a casar en 1486 con Damat Faik Paşa. Tuvo descendencia;
- Hundi Sultan (1464 — 1511), se casó en 1484 con Damat Hersekzade Ahmed Paşa. Tuvo descendencia;
- Şehzade Ahmet (1466 — 24 de marzo de 1513). Gobernador de Amasya (1483-1513); Fue el principal rival por el trono contra su hermano Selim. Aunque el estado no era oficial, generalmente se lo consideraba como el príncipe heredero durante los últimos años del reinado de su padre, en parte debido al apoyo del gran visir, Hadim Ali Paşa. Fue ejecutado por órdenes de Selim I. Tuvo descendencia.[1]